# مستقبل كيميائي
المستقبلات الكيميائية أو المستقبل الكيميائي (بالإنجليزية: Chemoreceptor) أو المستشعرات الكيميائية (بالإنجليزية: Chemoresensor) هي خلايا حيوية حسية متخصصة باستشعار المواد الكيميائية في البيئة المحيطة بالكائن الحي، والإبلاغ عن هذه المواد الكيميائية من خلال توليد كمون فعل ينتقل عبر الأعصاب إلى الدماغ.
تقوم بعض المستقبلات الكيميائية باستشعار المركبات الكيميائية المتطايرة في الهواء، كما هو الحال في خلايا حاسة الشم، بينما تقوم أُخرى باستشعار المركبات المُذابة كما هو الحال في التذوق وفي المستقبلات الكيميائية في الأوعية الدموية والدماغ.

## الآلية الوظيفية
تحوي خلايا المستقبلات الكيميائية مركبات بروتينية تُدعى مستقبلات، تكون مزروعة في الغشاء الخلوي. هذه المستقبلات تتفاعل مع المحيط الكيميائي للخلية، حيث ترتبط مع المركبات الكيميائية المحيطة بها، مما يسبب تغيراً في شكل المستقبِل، يُحدث تفاعلات في داخل الخلية تنتهي بإصدار الشارة الحيوية تنتقل إلى الدماغ على شكل سيال عصبي ناقل للمعلومات.
المستقبلات الكيميائية المتواجدة في الأنف جزء من حاسة الشم، ويتم الحديث عنها عند تناول جهاز الشم، وتناول العصب الشمي، وهي تقوم بالتعرف على المواد الكيميائية المتطايرة في الهواء ( شم). أما مصطلح المستقبلات الكيميائية فيستخدم بشكل خاص لوصف مستقبلات الغازات المُذابة في الدم مثل الأكسجين وثاني أكسيد الكربون، وفي تحديد نسبة الهيدروجين المُذاب في الدم (أي نسبة الحموضة). لهذه المستقبلات دور في تنظيم عملية التنفس وفي تنظيم الدورة الدموية، وتتواجد هذه المستقبلات الخاصة بتنظيم عملية التنفس في الكبة السباتية، وفي مركز التنفس في الدماغ (التَّشَكُّلُ الشَّبَكِيُّ للبَصَلَة (باللاتينية: Formatio reticularis medullae oblongatae)).
تعتمد مراقبة مستوى الأكسجين في الدم على قنوات شاردية لأيونات البوتاسيوم متواجدة في الغشاء الخلوي لخلايات المستقبلات الكيميائية، هذه القنوات لها حالتان؛ إما أن تكون مفتوحة لأيونات البوتاسيوم، أو أن تكون مغلقة أمام تلك الأيونات. الاختلاف بين الوضعين يعتمد على مستوى الأكسجين في الدم، وهناك نظريتان تفسران آلية هذا التأثر:-
- في النظرية الأولى تتبين بأن هذه البروتينات ترتبط مباشرة مع جزيئات الأكسجين 2O المُذابة فيزيائياً في الدم، حيث تكون القناة الشاردية المرتبطة بجزيء الأكجسين مغلقة، وحين ينخفض مستوى الأكسجين في الدم ينفك جزيء الأكسجين عن بروتين القناة، فيتغير شكل القناة وتنفتح لأيونات البوتاسيوم، مما يُطلق سلسلة من التفاعلات داخل الخلية تنتهي بإرسال إشارة حيوية، تنتقل عبر الأعصاب إلى الدماغ، مؤشرة على انخفاض مستوى الأكسجين في الدم.
- أما الثانية فتقترح بأن هناك مركبات داخل الخلية، تشبه مركب الهيم، تتأثر بمستوى الأكسجين داخل الخلية، وتؤدي في حالة عدم اشباعها بالأكسجين إلى إطلاق سلسلة التفاعلات التي تنتهي باصدار الشارة الحيوية الدالة على نقص الأكسجين المتوفر للخلايا.

## وظيفة المستقبلات الكيميائية
تقوم المستقبلات الكيميائية بالمساهمة في تنظيم عملية التنفس من خلال قياس مستوى تشبع الدم بالأكسيجين، ومستوى تراكم ثاني أكسيد الكربون في الدم، ومن خلال قياس حموضة الدم. تتوزع المستقبلات في عدة مناطق في الجسم أهمها الشرايين مثل شريان الأبهر ووالشريان السباتي، ويكون دورها قياس نسبة الأكسجين في الدم الشرياني (القادم من الرئة والمُشبع بالأكسجين). كما تتواجد مستقبلات كيميائية في الدماغ وبخاصة في مركز التنفس نفسه، حيث تقوم بقياس نسبة الأكسجين الواصل للدماغ، كأهم عضو حساس لنقص الأكسجين في الجسم.
تؤدي المستقبلات دورها بقياس الضغط الجزئي للأكسجين (بالإنجليزية: pO2) وقياس الضغط الجزئي لثاني أكسيد الكربون في الدم (بالإنجليزية: pCO2). من خلال ذلك تتم رقابة مستوى تشبّع الدم بالأكسجين، وإبلاغ ذلك لمركز التنفس في التشكل الشبكي للبصلة في الدماغ. وهذا بدوره يقوم بالتحكم في آلية التنفس، مثل تغيير وتيرة التنفس أو توليد شعور بضيق النفس، والتحكم بجهاز الدوران من خلال التحكم بعمل القلب وضغط الدم، كما يساهم في التعويد على الارتفاعات (مثل الجبال العالية أو الطائرات) حيث ينخفض الضغط الجزئي للأكسجين في الهواء مع زيادة الارتفاع عن سطح البحر. وللمستقبلات الكيميائية دور في التأقلم على الحاجة المتزايدة للجسم للأكسجين أثناء ممارسة الرياضة أو بذل جهد بدني متزايد.
تكون استجابة المستقبلات الكيميائية للتغيرات في مستوى الأكسجين في الدم سريعة جداً، فهي تحدث بعد ثوانٍ قليلة من انخفاض مستوى الأكسجين في الدم، وذلك لتحقيق مستوى ثابت للأكسجين في الدم، وهذا ما يفسر زيادة وتيرة التنفس السريعة عند تأدية التمارين الرياضية.
هناك أمراض يرافقها نقص في تأكسج الدم (بالإنجليزية: hypoxemic diseases) مثل أمراض القلب والرئة، والتي تؤدي إلى انخفاض في تشبع الدم بالأكسجين، تقوم المستقبلات الكيميائية هنا بملاحظة التغير الطارئ على مستوى الأكسجين في الدم وإبلاغ الدماغ بهذا النقص عبر مركز التنفس، حيث يقوم مركز التنفس من ناحية بمحاولة تعديل الخلل بالتأثير على القلب والرئتين (زيادة نبض القلب وزيادة وتيرة التنفس)، وإبلاغ قشرة الدماغ أي الوعي بهذا النقص وذلك بتوليد شعور بضيق النفس، حتى يقوم الإنسان بالتصرف لتحسين مستوى الأكسجين (الابتعاد عن مناطق نقص الأكسجين مثل الخروج من الأماكن المغلقة، أو فتح النوافذ لإدخال الهواء الطلق)، أو من خلال التوجه إلى المشافي والأطباء لعلاج ضيق النفس.